# Albany Hancock
Pour les articles homonymes, voir Hancock.

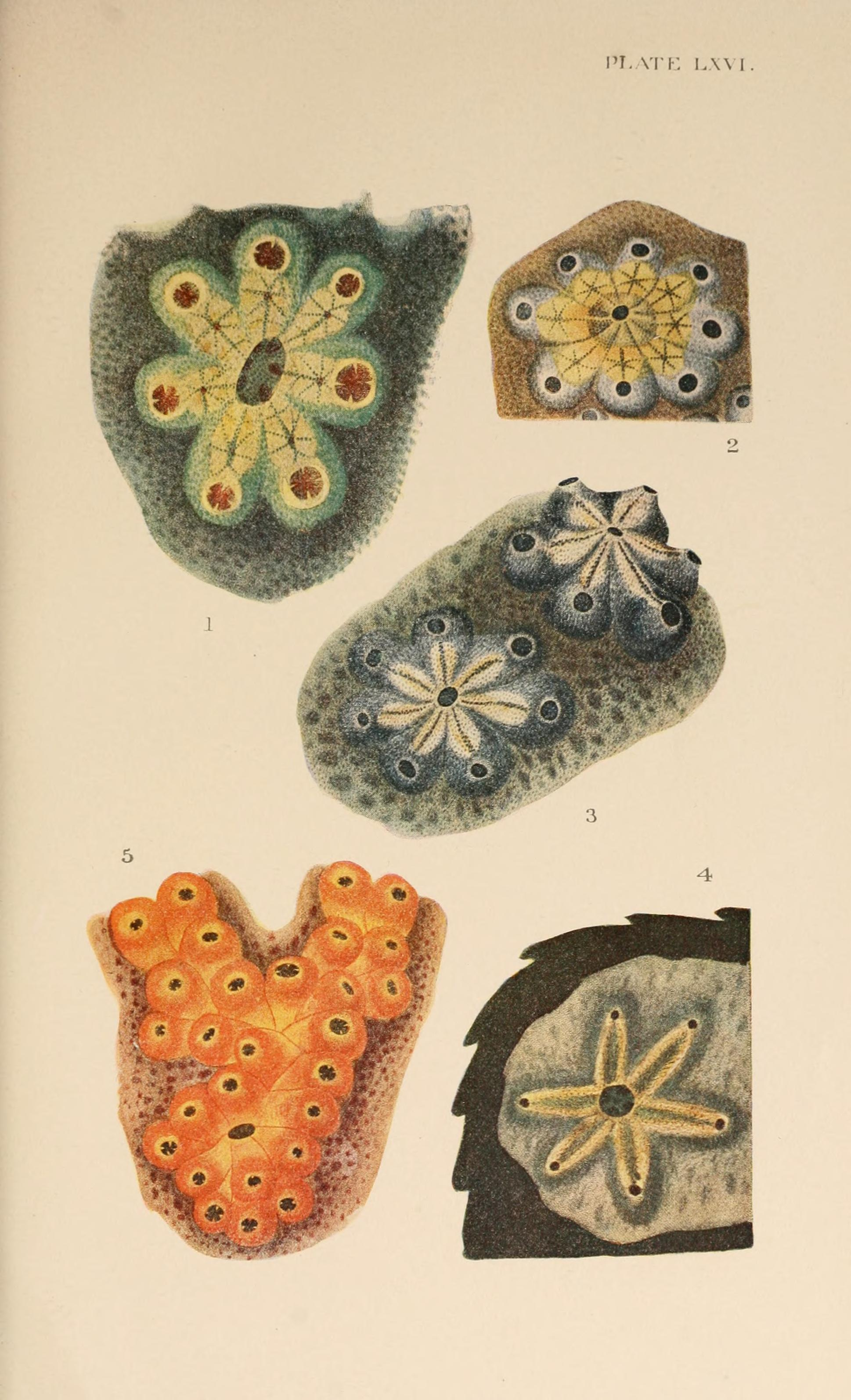
Une des planches du British Tunicata

Albany Hancock  né le 24 décembre 1806 à Newcastle et mort en 1873, est un naturaliste et biologiste anglais, partisan des thèses de Charles Darwin.
Ses travaux portent principalement sur les animaux marins et sur des fossiles du carbonifère supérieur.
Albany Hancock est le frère du naturaliste John Hancock.
À Newcastle, le musée Hancock d'histoire naturelle tient son nom des deux frères, qui ont tous deux pris part à sa construction. Beaucoup de leurs spécimens font maintenant partie des collections du musée.
En 1872, le zoologiste allemand Paul Hesse décrit de nouveaux nudibranches et, en hommage, lui dédicace la famille Hancockiidae et l'espèce Hancockia uncinata.

## Description de nudibranches
non exhaustif
- Superfamille Onchidoridoidea (Alder & Hancock, 1845)
- Superfamille Polyceroidea (Alder & Hancock, 1845)
- Famille Polyceridae (Alder & Hancock, 1845)
- Genre Chromodoris (Alder & Hancock, 1855)[3]
- Genre Crimora (Alder et Hancock, 1855)
- Espèce Flabellina gracilis (Alder & Hancock, 1844)[4]
- Espèce Janolus hyalinus (Alder & Hancock, 1854)[5]
- Espèce Flabellina pellucida (Alder & Hancock, 1843)